# Periorbita
Die Periorbita ist eine trichterförmige, straffe bindegewebige Hülle, die die Augenhöhle (Orbita) auskleidet und das Auge und die Mehrzahl der äußeren Augenmuskeln umgibt.

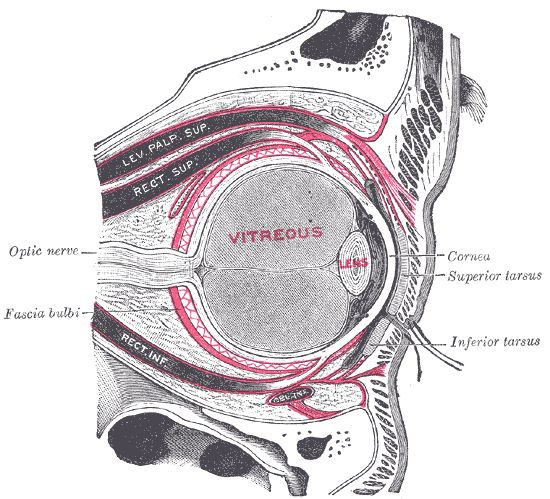
Periorbita und Augenfaszien (rot)

Die Periorbita entspringt am Augenhöhlenrand aus dem Periost. Anschließend zieht sie, sich trichterartig verjüngend in die Tiefe und heftet sich um das Austrittsloch des Sehnervens (Canalis opticus) an. 
Im Inneren der Periorbita gibt es weitere Bindegewebshüllen, die Augenfaszien (Fasciae orbitales). Sie umgeben die einzelnen Augenmuskeln, die tiefste Schicht bedeckt, nur von einem kleinen Spaltraum getrennt, die Oberfläche der Sclera als Vagina bulbi (Tenonsche Kapsel).
Sowohl innerhalb als auch außerhalb der Periorbita ist reichlich Fettgewebe eingelagert, das Orbitalfettpolster (Corpus adiposum orbitae). Es dient dem mechanischen Schutz des Auges und trägt auch zur Lagefixierung des Augapfels bei. Bei extremer Abmagerung (Kachexie) wird dieses Baufett abgebaut und der Augapfel sinkt in die Tiefe (Enophthalmus).
Dorsomedial ist an der Periorbita ein Rollknorpel, die Trochlea, verankert. Er dient als Umlenkeinrichtung für die Sehne des Musculus obliquus superior (dorsalis) und ist auch für den diesen Muskel versorgenden Hirnnerven (Nervus trochlearis) namensgebend.
In die Periorbita ist zirkulär glatte Muskulatur eingelagert, der Musculus orbitalis. Diese Muskulatur dient als Spanner der Periorbita und drückt den Augapfel leicht nach vorn (aus der Augenhöhle heraus). Diese glatten Muskelfasern werden durch sympathische Nervenfasern innerviert. Bei einer Schädigung des Kopfsympathikus (Horner-Syndrom) sinkt der Augapfel leicht ein (Enophthalmus).